# Авиация Башкортостана

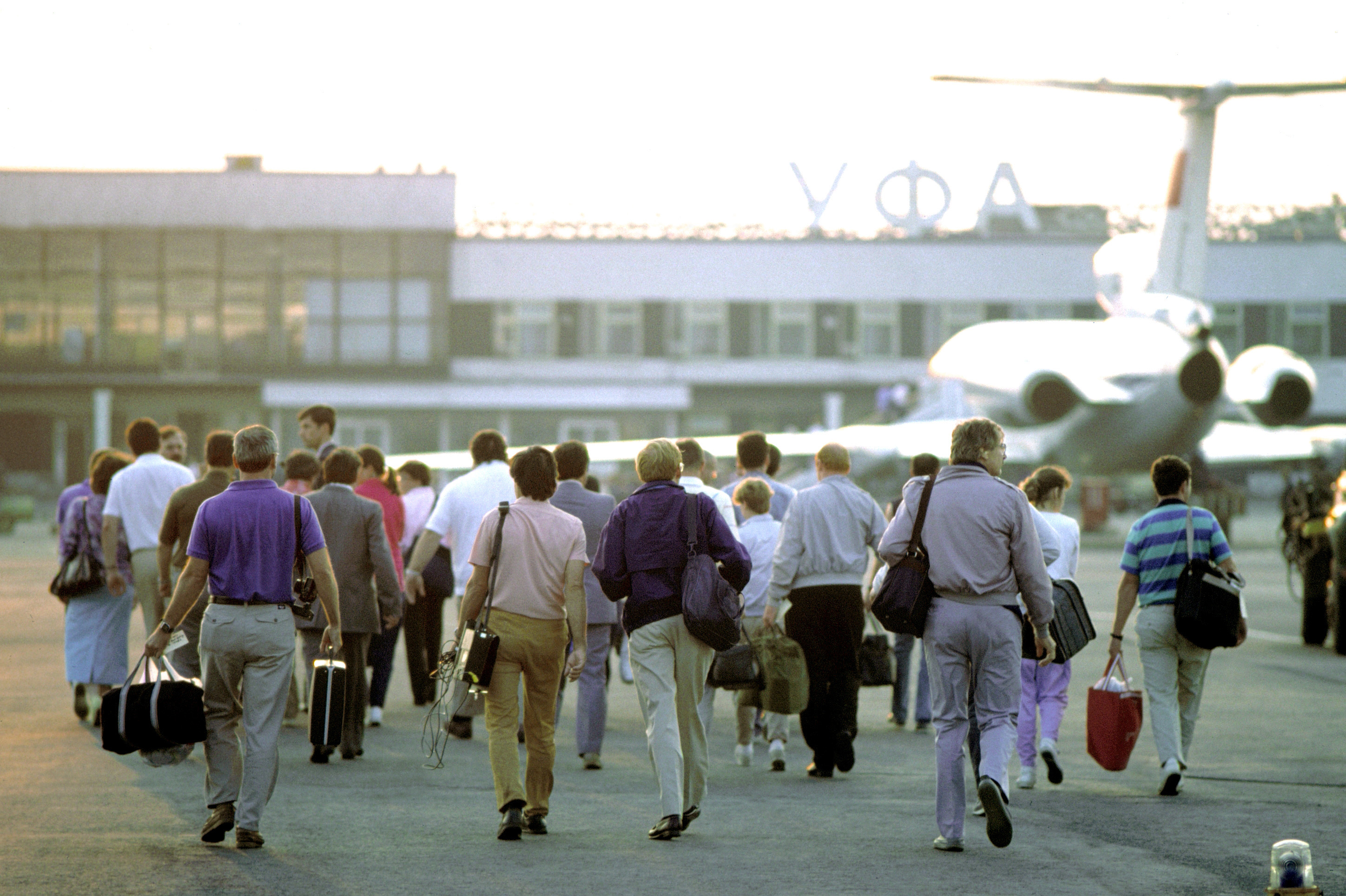
Аэропорт г. Уфы

Авиация Башкортостана — организация (служба) в Республике Башкортостан, использующая для полётов летательные аппараты.

## История
Весной 1923 года, в Уфе открылось Башкирское отделение Общества друзей воздушного флота.
Первый в республике аэродром был заложен в 1924 году в районе современного Южного автовокзала Уфы.
7 июля 1933 года вышло постановление Совет народных комиссаров Башкирской АССР. Эту дату считают днём рождения башкирской авиации.
15 июля 1933 года открыта первая авиалиния по кольцевому маршруту: Уфа — Магнитогорск — Белорецк — Толбазы — Стерлитамак — Ишимбай — Мраково — Баймак — Тукан — Архангельское — Уфа. Выполнялись работы по перевозке пассажиров, срочная медицинская помощь, сельскохозяйственные и почтово-грузовые работы. До войны авиаотряд был оснащён разными типами самолётов: АК-1, Р-5, У-2 (ПО-2) различных модификаций, грузовые самолёты Т-2.
В 1954 году аэродромом был принят первый самолёт Ан-2. С появлением Ли-2 появились маршруты из Уфы в Москву, Симферополь, Новосибирск, Ташкент, Куйбышев, Минводы. Выполнялись маршруты в Белорецк, Сибай, Баймак.
В связи со стремительным расширением города было принято решение о переносе аэродрома, и в период с 1959 по 1962 год был построен новый аэродром южнее города, сегодня Международный аэропорт «Уфа».